# Casa das Pedras
A Casa das Pedras é um edifício de habitação implantado nos terrenos da antiga Quinta do Moledo, na vila da Parede. Encontra-se no topo de uma elevação de 23 metros sobre o mar, sobranceira à Avenida Marginal e à praia das Avencas. O projeto para a habitação foi encomendado a Nicola Bigaglia por Manuel de Azevedo Gomes, um comandante e capitão-de-fragata português, próximo do Almirante Nunes da Mata, um dos impulsores da vila da Parede. Possui a particularidade de ter sido construída inteiramente com pedras recolhidas de praias próximas, sobretudo arenitos, basaltos e calcários com evidentes sinais de erosão marinha. É uma das mais representativas peças da arquitetura de veraneio de finais do romantismo no município de Cascais.